# Plainsboro Center
Plainsboro Center és una concentració de població designada pel cens dels Estats Units a l'estat de Nova Jersey. Segons el cens del 2000 tenia 2.209 habitants.

## Demografia
Segons el cens del 2000, Plainsboro Center tenia 2.209 habitants, 1.026 habitatges, i 572 famílies. La densitat de població era de 1.273 habitants/km².
Dels 1.026 habitatges en un 29,1% hi vivien nens de menys de 18 anys, en un 48,8% hi vivien parelles casades, en un 5,2% dones solteres, i en un 44,2% no eren unitats familiars. En el 37,8% dels habitatges hi vivien persones soles l'1,8% de les quals corresponia a persones de 65 anys o més que vivien soles. El nombre mitjà de persones vivint en cada habitatge era de 2,15 i el nombre mitjà de persones que vivien en cada família era de 2,9.
Per edats la població es repartia de la següent manera: un 21,9% tenia menys de 18 anys, un 7,3% entre 18 i 24, un 51,1% entre 25 i 44, un 16,3% de 45 a 60 i un 3,4% 65 anys o més.
L'edat mediana era de 32 anys. Per cada 100 dones de 18 o més anys hi havia 107,1 homes.
La renda mediana per habitatge era de 70.759 $ i la renda mediana per família de 81.201 $. Els homes tenien una renda mediana de 70.110 $ mentre que les dones 42.500 $. La renda per capita de la població era de 36.555 $. Aproximadament el 4,8% de les famílies i el 3,8% de la població estaven per davall del llindar de pobresa.

## Poblacions més properes
El següent diagrama mostra les poblacions més properes.